# Боков, Мустафа Курашевич
Мустафа Курашевич Боков (23 августа 1986, Чечено-Ингушская АССР, РСФСР, СССР — 15 мая 2023, Украина) — российский военнослужащий, подполковник, командир мотострелкового батальона 71-го мотострелкового полка 42-й гвардейской мотострелковой дивизии 58-й гвардейской общевойсковой армии Южного военного округа. Герой Российской Федерации (посмертно, 2023).

## Биография
Родился 23 августа 1986 года в селе Сагопши Чечено-Ингушской АССР.
Учился в средней общеобразовательной школе на родине, которую окончил в 2003 году. С этого же года в Вооружённых силах Российской Федерации, являлся курсантом Московского высшего военного командного училища, которое окончил в 2007 году. После, был распределён в Северо-Кавказский (Южный) военный округ. Проходил службу в мотострелковой бригаде, которая с 2016 года после расформирования стала являться дивизией. Прошёл путь от командира мотострелкового взвода до командира мотострелкового батальона в Чеченской Республике. Участник захвата Крыма Россией.
С 2022 года участник вторжения России на Украину. Неоднократно был ранен. Погиб 15 мая 2023 года при выполнении боевой задачи на Украине. Похоронен 18 мая 2023 года на кладбище в селе Сагопши Республики Ингушетия.

## Звания и награды
- Герой Российской Федерации (Указом Президента Российской Федерации «закрытым» от 2023 года за мужество и героизм, проявленные при исполнении воинского долга, подполковнику Бокову Мустафе Курашевичу присвоено звание Героя Российской Федерации, посмертно)[1][2][3][4].
- Орден Мужества.
- Медаль «За отвагу».
- Медаль «За воинскую доблесть» (Минобороны) 1 степени.
- Медаль «За отличие в военной службе» (Минобороны) 3-й степени.
- Другие медали

## Память
- Имя Героя присвоено юнармейскому отряду школы № 30 села Сагопши Малгобекского района Республики Ингушетия[5].
- Снят документальный фильм о Герое России Мустафе Бокове[6].